# Edson Fernando
Edson Fernando da Silva Gomes (ur. 24 kwietnia 1998 w Natal) – brazylijski piłkarz występujący na pozycji defensywnego pomocnika lub prawego obrońcy, od 2025 roku ukraińskiego Ruchu Lwów.